# 1380年
| 千纪： | 2千纪 |
| 世纪： | 13世纪 \| 14世纪 \| 15世纪                                                                                 |
| 年代： | 1350年代 \| 1360年代 \| 1370年代 \| 1380年代 \| 1390年代 \| 1400年代 \| 1410年代                           |
| 年份： | 1375年 \| 1376年 \| 1377年 \| 1378年 \| 1379年 \| 1380年 \| 1381年 \| 1382年 \| 1383年 \| 1384年 \| 1385年 |
| 纪年： | 庚申年（猴年）；明洪武十三年；北元天元二年；越南昌符四年；日本南朝天授六年，北朝康曆二年                   |

## 大事记
- 中国
  - 明太祖第三次北伐，沐英率陝西明軍到達靈州（今寧夏靈武），渡過黃河，經寧夏翻過賀蘭山對脫火赤、愛足的元軍進行突襲，脫火赤、愛足等未經激烈抵抗就被明軍俘虜南下。
  - 胡惟庸義子塗節、御史中丞商暠均告胡惟庸謀反，朱元璋以「枉法誣賢」、「蠹害政治」等罪名處死胡惟庸、陳寧等，直到洪武二十五年為止，開國第一功臣韓國公李善長、滎陽侯鄭遇春、豫章侯胡美、江南侯陸聚、宜春侯黃彬、南雄侯趙庸、靖寧侯葉昇等大批元勳宿將皆受株連，史稱「胡惟庸案」，其中靖寧侯葉昇是藍玉的姻親，又揭開了藍玉案序幕，因此胡惟庸案又與藍玉案合稱胡藍之獄。
  - 朱元璋罷中書省，分相權於六部，六部尚書直接對皇帝負責。明太祖朱元璋廢除丞相制的同時，同時廢除大都督府，並改為中軍、左軍、右軍、前軍、後軍等五軍都督府。
- 欧洲
  - 莫斯科公國大公德米特里·伊凡诺维奇在库里科沃战役中击败金帳汗國馬麥汗的军队，俄羅斯人暫時從蒙古人手中獨立。
  - 5月11日——烏爾巴諾六世宣佈喬萬娜一世為異端者，將她的王國作為教宗埰地沒收並將其授予杜拉佐的卡洛。
  - 6月29日——喬萬娜一世收安茹的路易一世為她的那不勒斯國王王位繼承人，代替杜拉佐的卡洛，導致杜拉佐的卡洛隨後領一支主要由匈牙利人組成的軍隊入侵那不勒斯。
  - 7月29日——奧拉夫四世加冕为挪威国王，丹麥及挪威兩國王國從此成為一個共主邦聯，丹麥王國及挪威王國從此成為一個共主邦聯，母親瑪格麗特一世擔任監護人。
  - 9月8日——莫斯科大公德米特里·伊萬諾維奇領導的多個公國於庫里科沃之戰擊敗了金帳汗國馬麥的軍隊，德米特里·伊萬諾維奇因而被尊稱為「頓斯科伊」（意為「頓河英雄」），莫斯科大公國取得了暫時的獨立。
  - 9月16日——查理六世加冕为法国国王。
- 非洲
  - 加奈姆帝國瓦解，博爾努帝國建立。

## 出生
- 朱松，明朝第一代韩王，明太祖朱元璋第二十子。
- 朱模，明朝第一代沈王，明太祖朱元璋第二十一子。
- 朱高煦，明成祖次子。

## 逝世
- 7月13日——貝特朗·杜·蓋克蘭，布列塔尼之鷹，法國民族英雄。
- 9月16日——查理五世，法国国王（出生1338年，42岁）
- 9月11日——哈康六世，瑞典國王，馬格努斯七世之子。
- 胡惟庸，安徽定遠人，與李善長同鄉，明朝開國功臣，最後一任中書省丞相。